# Wilhelm (Jülich-Kleve-Berg)

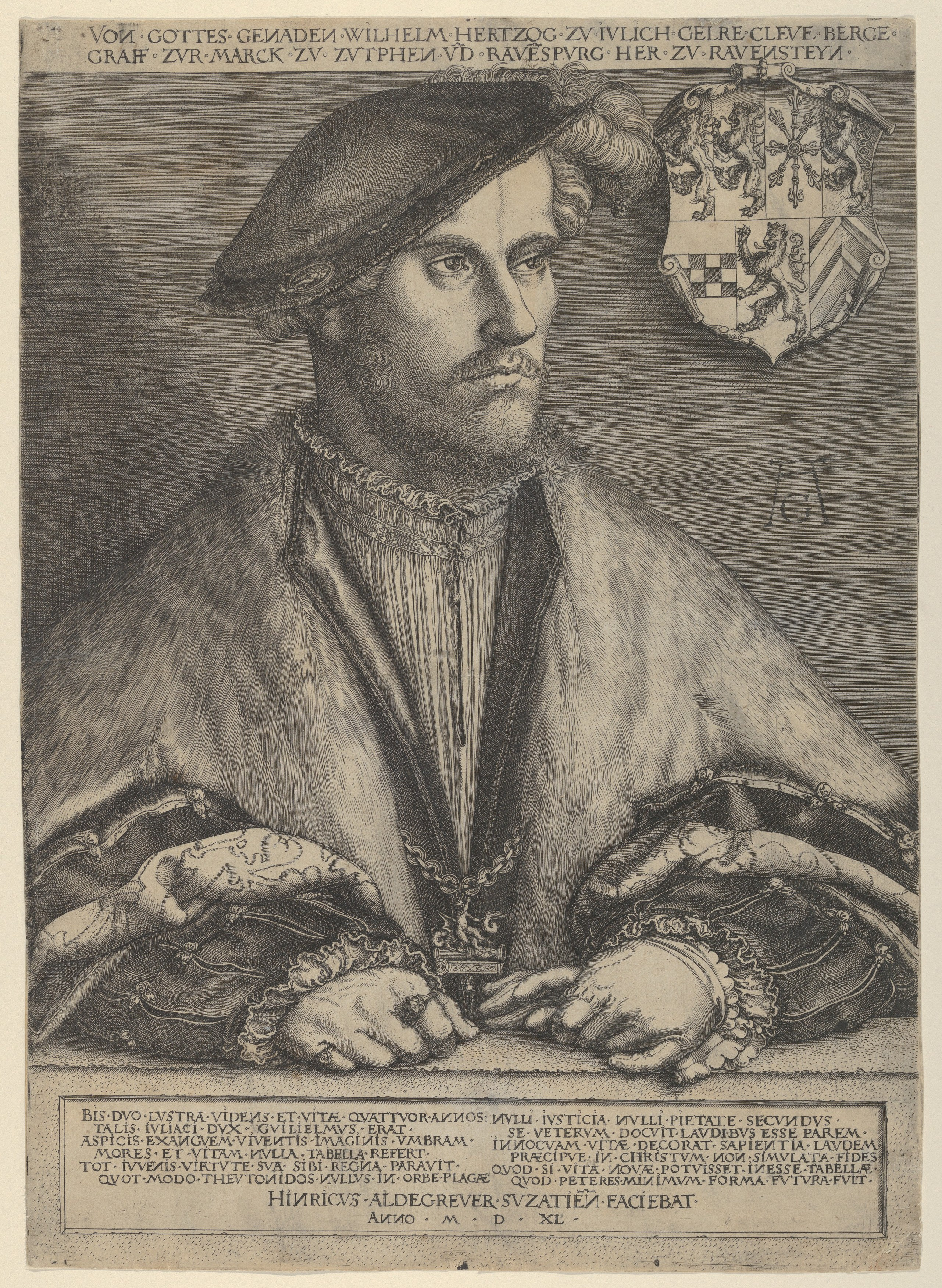
Wilhelm der Reiche, Stich von Heinrich Aldegrever, 1540

Wilhelm V., genannt Wilhelm der Reiche (* 28. Juli 1516 in Düsseldorf; † 5. Januar 1592 ebenda, beigesetzt in der Stiftskirche St. Lambertus zu Düsseldorf), war von 1539 bis zu seinem Tod Herzog von Jülich-Kleve-Berg sowie Graf von Mark und Ravensberg.

## Leben

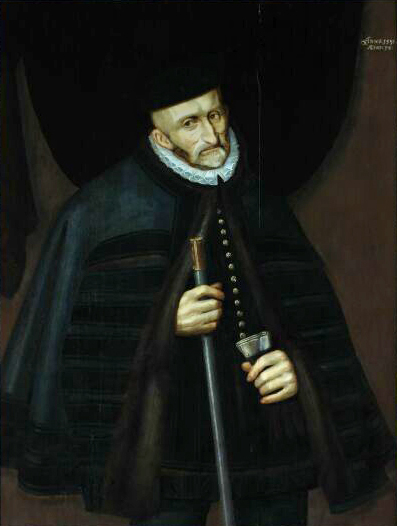
Wilhelm V. in spanischer Hoftracht, im Alter von 75 Jahren, Porträt von Johan Malthain, 1591

Wilhelm war einziger Sohn von Johann III., Herzog von Jülich-Kleve-Berg, Graf von Mark und Ravensberg und Maria von Jülich-Berg. Nach dem Tod seines Vaters Anfang Februar 1539 übernahm er die Herrschaft.
Schon 1538 kam Herzog Wilhelm, als Nachfolger des entfernten Verwandten Herzog Karl von Egmond, an die Herrschaft über das benachbarte Herzogtum Geldern. Kaiser Karl V. beanspruchte jedoch dieses Land für sich und bekam beim Regensburger Reichstag im Jahr 1541 auch Recht.
Wilhelm versuchte gegenzuhalten und gab im Jahr 1540 seine Schwester Anna von Kleve dem englischen König Heinrich VIII. zur Frau. Diese Ehe wurde jedoch nicht vollzogen und ein halbes Jahr später annulliert. Im selben Jahr heiratete Wilhelm aus machtpolitischen Motiven, vermutlich mit der Unterstützung seines Vetters François I. de Clèves,  die Nichte des französischen Königs Franz I., Jeanne d’Albret. Er spekulierte auch auf die Unterstützung durch seinen Schwager,
Johann Friedrich I., Kurfürst von Sachsen, einen Führer des Schmalkaldischen Bundes, der 1527 seine älteste Schwester Sibylle geehelicht hatte.
Der Konflikt zwischen Franz I. und Wilhelm V. auf der einen Seite sowie dem Kaiser und Maria von Ungarn, der Statthalterin der Spanischen Niederlande, auf der anderen Seite spitzte sich 1542 im Dritten Geldrischen Erbfolgekrieg zu.
Am 16. Juli 1542 drang der Marschall Herzog Wilhelms V., Maarten van Rossum, in die kaiserlichen Niederlande ein. Er unternahm dies als Verbündeter des Königs von Frankreich. Dieser hatte am 12. Juli 1542 Karl V. den Krieg erklärt.
Maria von Ungarn begann am 1. Oktober 1542 eine Gegenoffensive. Am Ostersonntag des Jahres 1543 erlitt sie in der Schlacht um Sittard eine Niederlage gegen die Truppen der Vereinigten Herzogtümer. Herzog Wilhelm musste trotz seines Siegs, den sein Heer in der Schlacht von Sittard über die habsburgischen Truppen der Spanischen Niederlande erfochten hatte, schließlich kapitulieren, da bei den ausgetragenen Gefechten die erhoffte französische Hilfe ausblieb.
Den Vertrag von Venlo vom 7. September musste er akzeptieren und das Herzogtum Geldern inklusive der Grafschaft Zutphen abtreten. Die mit Jeanne d’Albret nicht vollzogene Ehe wurde 1545 annulliert. Mit der Vermählung mit Maria von Habsburg, einer Nichte Karls V., suchte Wilhelm V. 1546 eine engere Anbindung an das Haus Habsburg.

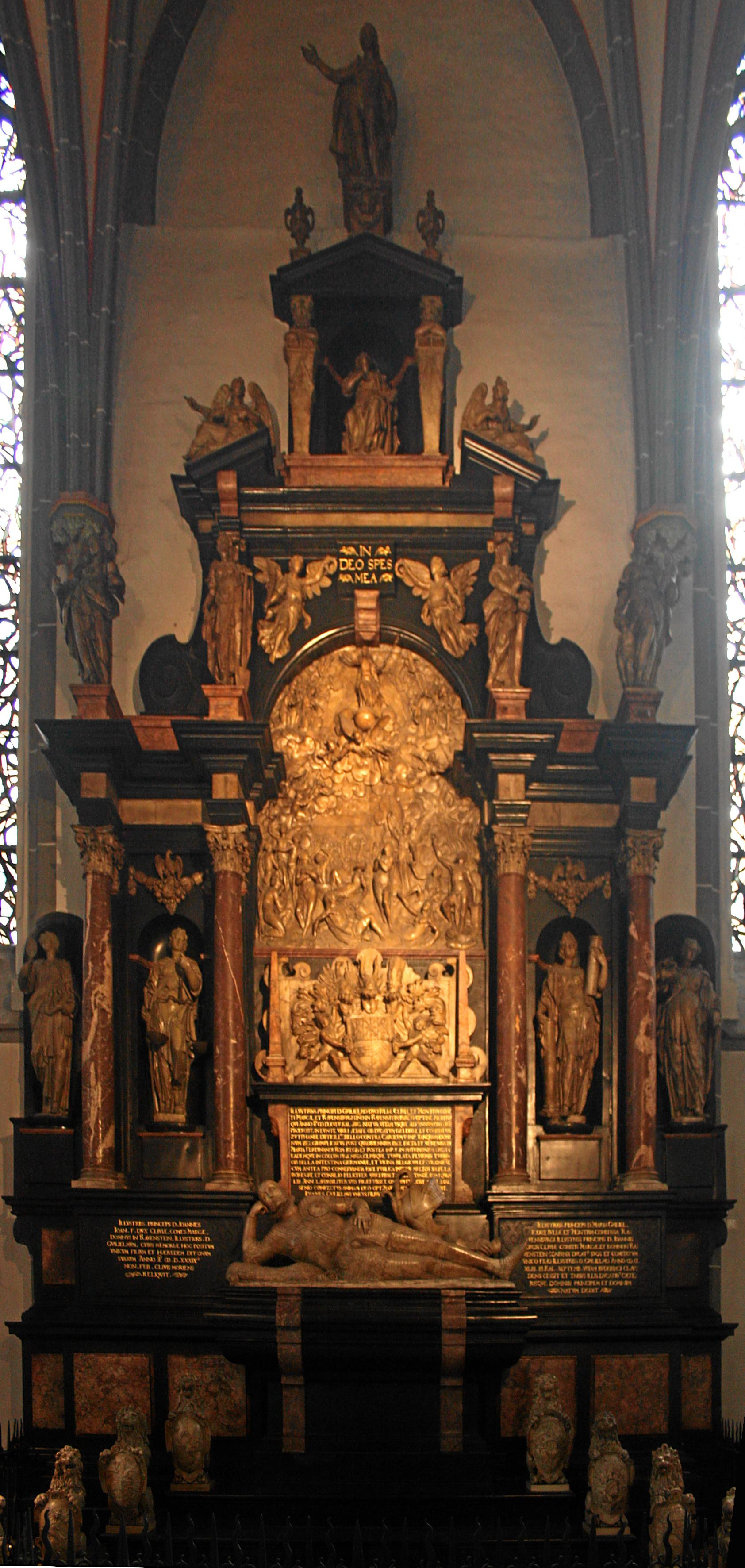
Wilhelms Grabmal, Lambertuskirche

Trotz dieser Anbindung blieb Wilhelm einer zwischen den christlichen Glaubensparteien vermittelnden Linie auf der Grundlage des Humanismus eines Erasmus von Rotterdam treu, was einer Reihe glänzender Humanisten seiner Zeit an seinem Hof und in seinem Machtbereich Schutz bot, so dem Theologen und Juristen Konrad Heresbach, dem Erasmus-Intimus Johann von Vlatten, den Ärzten Johann Weyer, Wilhelms Leibarzt, der vor allem als erster Bekämpfer des Hexenwahns berühmt wurde, und Reiner Solenander, dem Kartografen Gerhard Mercator und dem Humanisten und Pädagogen Stephanus Winandus Pighius. Weyer würdigt Wilhelm als Gegner der Hexenverfolgung. Im Hinblick auf Juden erließ Wilhelm 1554 eine verschärfte Polizeiverordnung, die ihre Ausweisung verlangte. Sie gilt als Ausdruck des damaligen Antijudaismus.
Um in seinen verbliebenen Ländern mehrere Festungen und Residenzen neu aufzubauen oder zu verschönern, verpflichtete er den Renaissance-Baumeister Alessandro Pasqualini. Er betreute den Ausbau der Residenz- und Festungsstädte Jülich und Düsseldorf, den Ausbau des klevischen Orsoy und der ravensbergischen Sparrenburg zur Festung. Wilhelm hielt sich aufgrund der unruhigen Lage in den Niederlanden die meiste Zeit im Düsseldorfer Schloss auf. Einen Eindruck von der Prachtentfaltung des Düsseldorfer Hofes vermittelt die Beschreibung der fürstlich jülichschen Hochzeit 1585 durch den Hofjuristen und bergischen Landschreiber Dietrich Graminäus, anlässlich der Vermählung des Herzogssohns Johann Wilhelm mit der Markgräfin Jakobe von Baden: Unter der musikalischen Leitung des Hofkomponisten Martin Peudargent fanden mythologische Spektakel auf dem Rhein statt, Feuerwerk, Tanz, Ritterspiele und mit Orpheus und Amphion die erste in Deutschland nachweisbare opernhafte Darbietung.
Auf Grund mehrerer Schlaganfälle teilweise gelähmt, war Wilhelm nach dem tragischen Tod seines Sohns und designierten Nachfolgers Karl Friedrich, der im Jahr 1575 in Rom den Blattern erlegen war, gezwungen, die Regierungsgeschäfte trotz zunehmender Gebrechlichkeit weiter zu führen, da der nun an Karl Friedrichs Stelle tretende Johann Wilhelm seinerseits von schwächlicher Konstitution und labiler geistiger Verfassung war und darüber hinaus zum Katholizismus neigte. Die Beschreibung seiner späten Jahre in der Deutschen Biographie hatte Wilhelm III. phasenweise Depressionen, war aber außerhalb dieser Phasen voll zurechnungsfähig.
Als Wilhelm Anfang 1592 starb, hinterließ er ein zwischen den aufständischen Niederlanden und Habsburg, zwischen Protestantismus und Katholizismus zerriebenes Land, das infolge der zunehmenden Regierungsunfähigkeit seines Sohnes Johann Wilhelm in Chaos und Intrigenwirtschaft versank. Obwohl Wilhelm bereits im Januar gestorben war, fand seine Beisetzung in der Fürstengruft der Düsseldorfer Lambertuskirche (vor dem Altar des Hl. Petrus) erst zwei Monate später (am 10. März 1592) statt. Das manieristische Wandepitaph, das an der Spitze des Chorumgangs der Kirche an ihn erinnert, wurde 1595 in Auftrag gegeben und 1599 fertiggestellt.

## Ehen und Nachkommen

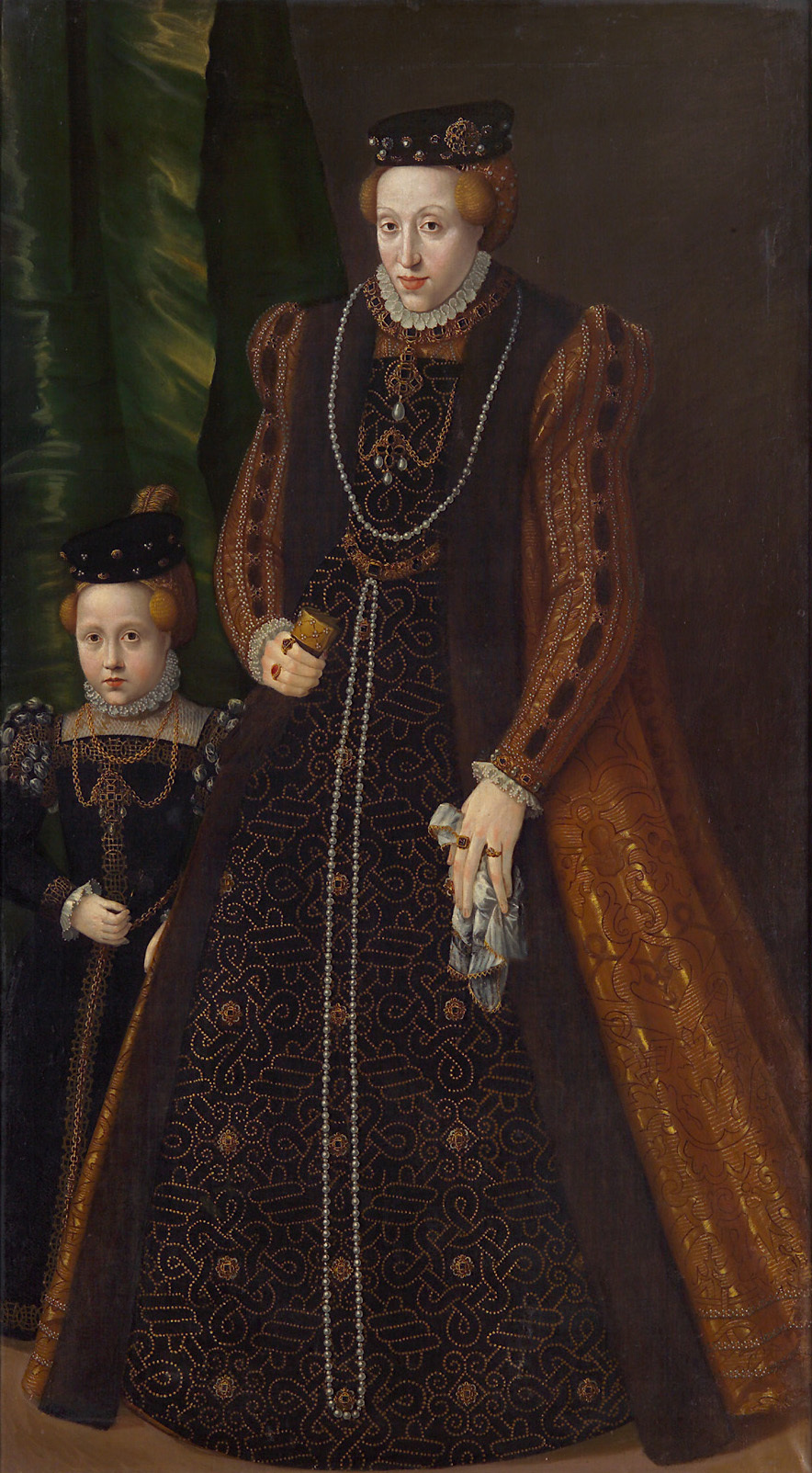
Wilhelms zweite Ehefrau Maria von Habsburg mit der ältesten Tochter Marie Eleonore

Wilhelm heiratete am 14. Juni 1541 Jeanne d’Albret, Tochter von König Heinrich II. von Navarra, Nichte des französischen Königs Franz I.
Die Ehe wurde nie vollzogen und am 22. Oktober 1545 von Papst Paul III. annulliert.
Wilhelm heiratete das zweite Mal am 18. Juli 1546 Erzherzogin Maria von Österreich (1531–1581), Tochter des späteren Kaisers Ferdinand I. (1503–1564), Nichte von Kaiser Karl V. (1500–1558) und hatte mit ihr folgende Nachkommen:
- Marie Eleonore (1550–1608) ⚭ Albrecht Friedrich von Preußen (1553–1618)
- Anna (1552–1632) ⚭ Philipp Ludwig von Pfalz-Neuburg (1547–1614)
- Magdalene (1553–1633) ⚭ Pfalzgraf Johann I. von Zweibrücken (1550–1604)
- Karl Friedrich (1555–1575)
- Elisabeth (1556–1561)
- Sibylle (1557–1627/1628) ⚭ 1601 Markgraf Karl von Burgau (1560–1618)
- Johann Wilhelm (1562–1609),
  1. ⚭ Jakobe von Baden,
  2. ⚭ Antonie von Lothringen

## Historische Quellen
- ... Wilhelms Hertzogen zu Gulich, Cleve und Berge ... Ordnung des gerichtlichen Proceß : wie es damit hinfurter inn unser Graffschafft Ravenßberg gehaltenn werden soll, im Jar 1556 außgangen. - Dusseldorff : Baethen, 1556. Digitalisierte Ausgabe der Universitäts- und Landesbibliothek Düsseldorf
- Ordnung, wes unsers Wilhelms ... Ambtleut unnd Bevelhaber in bedienung irer Ambter sich zu halten. - Düsseldorf : Buyß, 1558. Digitalisierte Ausgabe
- ... Wilhelms Hertzogen zu Gulich, Cleve und Berg ... Rechtsordnung und Reformation : sampt andern Constitutionen, Edicten und Erklerungen etlicher Felle, wie es in beiden irer F.G. Furstenthumben Gulich und Berg gehalten, geurtheilt und erkandt werden soll. - Dusselldorff : Oridryus und Buyß, 1565. Digitalisierte Ausgabe
- Des Durchleuchtigen Hochgebornen Fursten unnd Herrn Herrn Wilhelm Hertzogen zu Gülich, Cleve und Berg ... Rechtsordnung und Reformation. - Dusselldorff : Buyß, 1574. Digitalisierte Ausgabe
- Veterum aliquot rituum seu consuetudinum Ecclesiae Collegiatae Monasteriensis Eiffliae ad normam aequitatis reformatarum declaratio. - Dvsseldorpii : Busius, 1575. Digitalisierte Ausgabe
- Statuta quarundam ... domini Guilielmi Juliacensium, Clivorum ac Montesium ducis ... collegiatarum ecclesiarum authoritate apostolica correcta et confirmata. - Dusseldorpii : Buyß, 1575. Digitalisierte Ausgabe
- Policey- sambt andern Ordnungen vnd Edicten des Durchleuchtigen Hochgebornen Fürsten vnd Herrn, Herrn Wilhelms Hertzogen zu Gulich, Cleue vnd Berge, Grauen [...]. - Dusseldorff : Buyß, 1581. Digitalisierte Ausgabe
- Rechtsordnung und Reformation. - Düsseldorf : Buyß, 1582. Digitalisierte Ausgabe
- Rechts[-]Ordnung und Reformation des ... Herrn Wilhelms Hertzogen zu Gulich, Cleve und Berg ... - Düsseldorf : Buyß, 1606. Digitalisierte Ausgabe
- Policey[-]Ordnung des ... Herrn Wilhelms Hertzogen zu Gulich, Cleve und Berg ... - Düsseldorf : Buyß, 1608. Digitalisierte Ausgabe
- Policey[-]Ordnung ... - Düsseldorf : Buyß, 1609. Digitalisierte Ausgabe
- Rechts-, Lehen-, Gerichtsschreiber- und Reformations[-]Ordnung ... Wilhelms, Hertzogen zu Gülich, Cleve und Berg ... - Düsseldorff : Ch. Ort, 1635. Digitalisierte Ausgabe
- Gülich- und Bergische Rechts-, Lehen-, Gerichtsschreiber ... Ordnung ... - Düsseldorf : Schleuter, 1696 Digitalisierte Ausgabe
- Gülich und Bergische Policey-Ordnung deß Durchleuchtigsten Fürsten und Herrn Herrn Wilhelms Hertzogen zu Gülich, Cleve und Bergh, Graffen zu der Marck [...]. - Düsseldorf : Johann Christian Schleuter, 1696. Digitalisierte Ausgabe
- Gülich und Bergische Policey-Ordnung des Durchleuchtigsten Fürsten und Herrn Wilhelms, Herzogen zu Gülich, Cleve und Berg, Grafen zu der Marck und Ravensperg, [...]. - Düsseldorff : Stahl, 1751. Digitalisierte Ausgabe
- Gülich- und Bergische Rechts-, Lehen-, Gerichtsschreiber-, Brüchten-, Policey- und Reformations-Ordnung Des Durchleuchtigsten Fürsten und Herrn, Herrn Wilhelms, [...]. - Düsseldorff : Stahl, 1751. Digitalisierte Ausgabe